# Orzeł za najlepsze kostiumy
Laureaci Orłów w kategorii najlepsze kostiumy:

## Laureaci i nominowani

### Lata 2000–2009
- 2000 Magdalena Tesławska, Paweł Grabarczyk − Wrota Europy
  - Dorota Roqueplo − Chłopaki nie płaczą
  - Małgorzata Zacharska − Daleko od okna
  - Elżbieta Radke − Duże zwierzę
  - Ewa Krauze − Prymas. Trzy lata z tysiąca
  - Maria Wiłun − Syzyfowe prace
  - Paweł Grabarczyk − Zakochani
  - Anna Jagna Janicka − Życie jako śmiertelna choroba przenoszona drogą płciową

- 2001 Magdalena Tesławska, Paweł Grabarczyk − Quo vadis
  - Anna Jagna Janicka − Boże skrawki
  - Jan Kozikowski − Pół serio
  - Małgorzata Braszka − Przedwiośnie
  - Małgorzata Stefaniak − Wiedźmin

- 2002 Anna Biedrzycka-Sheppard − Pianista
  - Magdalena Tesławska, Paweł Grabarczyk − Chopin. Pragnienie miłości
  - Ewa Krauze − Dzień świra
  - Magdalena Biedrzycka i Krystyna Zachwatowicz − Zemsta

- 2003 Magdalena Tesławska, Paweł Grabarczyk − Stara baśń. Kiedy słońce było bogiem
  - Małgorzata Zacharska − Pornografia
  - Daiva Petrulyte − Nienasycenie

- 2004 Magdalena Biedrzycka − Ubu Król
  - Dorota Roqueplo − Mój Nikifor
  - Magdalena Maciejewska − Wesele

- 2005 Ewa Krauze − Skazany na bluesa
  - Anna Jagna Janicka − Persona non grata
  - Justyna Stolarz − PitBull

- 2006 Ewa Helman − Jasminum
  - Wu Xiu − Kochankowie Roku Tygrysa
  - Magdalena Biedrzycka − Kochankowie z Marony
  - Magdalena Biedrzycka − Oda do radości
  - Ewa Machulska − Samotność w sieci
  - Paweł Grabarczyk − Statyści
  - Elżbieta Radke − Tylko mnie kochaj
  - Magdalena Biedrzycka, Justyna Stolarz − Wszyscy jesteśmy Chrystusami

- 2007 Magdalena Biedrzycka, Andrzej Szenajch − Katyń
  - Maarit van der Brugi, Anna Jagna Janicka − Straż nocna
  - Ewa Krauze − Strajk

- 2008 Małgorzata Zacharska − Mała Moskwa
  - Katarzyna Lewińska, Magdalena Jadwiga Rutkiewicz-Luterek − Boisko bezdomnych
  - Anna Jagna Janicka − Rysa

- 2009 Magdalena Biedrzycka − Rewers
  - Anita Hroššová, Magdalena Tesławska − Janosik. Prawdziwa historia
  - Anna Jagna Janicka − Miasto z morza

### Lata 2010–2019
- 2010 Małgorzata Zacharska − Wenecja
  - Magdalena Biedrzycka − Joanna
  - Małgorzata Braszka − Śluby panieńskie
- 2011 Dorota Roqueplo – Młyn i krzyż
  - Barbara Sikorska-Bouffał – Daas
  - Katarzyna Lewińska i Anna Jagna Janicka – W ciemności
- 2012 Magdalena Jadwiga Rutkiewicz-Luterek – Obława
  - Agata Culak – Jesteś Bogiem
  - Małgorzata Braszka – Pokłosie
- 2013 Barbara Sikorska-Bouffał – Papusza
  - Aleksandra Staszko – Ida
  - Magdalena Biedrzycka – Wałęsa. Człowiek z nadziei
- 2014 Magdalena Jadwiga Rutkiewicz-Luterek, Dorota Roqueplo – Miasto 44
  - Ewa Gronowska – Bogowie
  - Małgorzata Braszka, Michał Koralewski – Jack Strong
- 2015 Dorota Roqueplo, Andrzej Szenajch – Hiszpanka
  - Magdalena Biedrzycka – Czerwony pająk
  - Małgorzata Zacharska – Panie Dulskie
- 2016 Wanda Kowalska, Paweł Grabarczyk, Magdalena Rutkiewicz-Luterek, Agata Drozdowska – Wołyń
  - Aleksandra Staszko – Baby Bump
  - Emilia Czartoryska – Ostatnia rodzina
- 2017 Cristobal Pidre, Florence Scholtes, Małgorzata Zacharska – Maria Skłodowska-Curie
  - Katarzyna Lewińska – Powidoki
  - Ewa Gronowska – Sztuka kochania
- 2018 Małgorzata Braszka, Ewa Krauze, Małgorzata Gwiazdecka i Izabela Stronias – Kamerdyner
  - Justyna Stolarz – 7 uczuć
  - Aleksandra Staszko – Zimna wojna
- 2019 Magdalena Biedrzycka – Pan T.
  - Dorota Roqueplo – Boże Ciało
  - Agata Culak – Ikar. Legenda Mietka Kosza
  - Michał Koralewski – Kurier
  - Anna Englert – Mowa ptaków
  - Aleksandra Staszko – Obywatel Jones
  - Ewa Gronowska – Ukryta gra

### Lata 2020–2029
- 2020 Katarina Štrbová-Bieliková – Szarlatan
  - Weronika Orlińska – 25 lat niewinności. Sprawa Tomka Komendy
  - Małgorzata Braszka – Psy 3. W imię zasad
  - Małgorzata Zacharska – Sala samobójców. Hejter
  - Katarzyna Lewińska – Śniegu już nigdy nie będzie
  - Elżbieta Radke, Zuzanna Glińska – Zieja
- 2021 Dorota Roqueplo – Magnezja
  - Wanda Kowalska, Paweł Grabarczyk – Ciotka Hitlera
  - Wanda Kowalska, Paweł Grabarczyk – Cudak
  - Marta Ostrowicz – Najmro. Kocha, kradnie, szanuje
  - Elżbieta Radke – Śmierć Zygielbojma
  - Małgorzata Zacharska – Żeby nie było śladów
- 2022 Dorota Roqueplo – Brigitte Bardot cudowna
  - Anna Englert – Apokawixa
  - Agata Culak – Broad Peak
  - Dominika Gebel – Chrzciny
  - Katarzyna Lewińska – IO
  - Dorota Roqueplo – Marzec ’68
  - Małgorzata Zacharska – Orzeł. Ostatni patrol
  - Katarzyna Lewińska – Silent Twins
  - Anna Englert – Śubuk

## Najczęściej nominowani (do 2022)
więcej niż jedna nominacja:
- 11 nominacji:
  - Magdalena Biedrzycka − Zemsta, Ubu Król, Kochankowie z Marony, Oda do radości, Wszyscy jesteśmy Chrystusami, Katyń, Rewers, Joanna, Wałęsa. Człowiek z nadziei, Czerwony pająk, Pan T.
- 9 nominacji:
  - Paweł Grabarczyk − Wrota Europy, Zakochani, Quo vadis, Chopin. Pragnienie miłości, Stara baśń. Kiedy słońce było bogiem, Statyści, Wołyń, Cudak, Ciotka Hitlera
  - Dorota Roqueplo − Chłopaki nie płaczą, Mój Nikifor, Młyn i krzyż, Miasto 44, Hiszpanka, Boże Ciało, Magnezja, Brigitte Bardot cudowna, Marzec '68
  - Małgorzata Zacharska − Daleko od okna, Pornografia, Mała Moskwa, Wenecja, Panie Dulskie, Maria Skłodowska-Curie, Sala samobójców. Hejter, Żeby nie było śladów, Orzeł. Ostatni patrol
- 7 nominacji:
  - Anna Jagna Janicka − Życie jako śmiertelna choroba przenoszona drogą płciową, Boże skrawki, Persona non grata, Straż nocna, Rysa, Miasto z morza, W ciemności
- 6 nominacji:
  - Małgorzata Braszka – Przedwiośnie, Śluby panieńskie, Pokłosie, Jack Strong, Kamerdyner, Psy 3. W imię zasad
  - Katarzyna Lewińska – Boisko bezdomnych, W ciemności, Powidoki, Śniegu już nigdy nie będzie, IO, Silent Twins
- 5 nominacji:
  - Ewa Krauze − Prymas. Trzy lata z tysiąca, Dzień świra, Skazany na bluesa, Strajk, Kamerdyner
  - Magdalena Tesławska − Wrota Europy, Pan Tadeusz, Chopin. Pragnienie miłości, Stara baśń - kiedy słońce było bogiem, Janosik. Prawdziwa historia
- 4 nominacje:
  - Elżbieta Radke − Duże zwierzę, Tylko mnie kochaj, Zieja, Śmierć Zygielbojma
  - Magdalena Jadwiga Rutkiewicz-Luterek – Boisko bezdomnych, Obława, Miasto 44, Wołyń
  - Aleksandra Staszko – Ida, Baby Bump, Zimna wojna, Obywatel Jones
- 3 nominacje:
  - Agata Culak – Jesteś Bogiem, Ikar. Legenda Mietka Kosza, Broad Peak
  - Anna Englert – Mowa ptaków, Apokawixa, Śubuk
  - Ewa Gronowska – Bogowie, Sztuka kochania, Ukryta gra
  - Wanda Kowalska – Wołyń, Cudak, Ciotka Hitlera
  - Justyna Stolarz − PitBull, Wszyscy jesteśmy Chrystusami, 7 uczuć
- 2 nominacje:
  - Michał Koralewski – Jack Strong, Kurier
  - Barbara Sikorska-Bouffał – Daas, Papusza
  - Andrzej Szenajch – Katyń, Hiszpanka

## Najczęściej nagradzani (do 2022)
więcej niż jedna nagroda:
- 5 nagród:
  - Dorota Roqueplo – Młyn i krzyż, Miasto 44, Hiszpanka, Magnezja, Brigitte Bardot cudowna

- 4 nagrody
  - Magdalena Biedrzycka – Ubu Król, Katyń, Rewers, Pan T.
  - Paweł Grabarczyk – Wrota Europy, Quo Vadis, Stara baśń. Kiedy słońce było bogiem, Wołyń
- 3 nagrody:
  - Magdalena Jadwiga Rutkiewicz-Luterek – Obława, Miasto 44, Wołyń
  - Magdalena Tesławska – Wrota Europy, Quo Vadis, Stara baśń. Kiedy słońce było bogiem
  - Małgorzata Zacharska – Mała Moskwa, Wenecja, Maria Skłodowska-Curie

- 2 nagrody:
  - Ewa Krauze – Skazany na bluesa, Kamerdyner
  - Andrzej Szenajch – Katyń, Hiszpanka